# Trífora

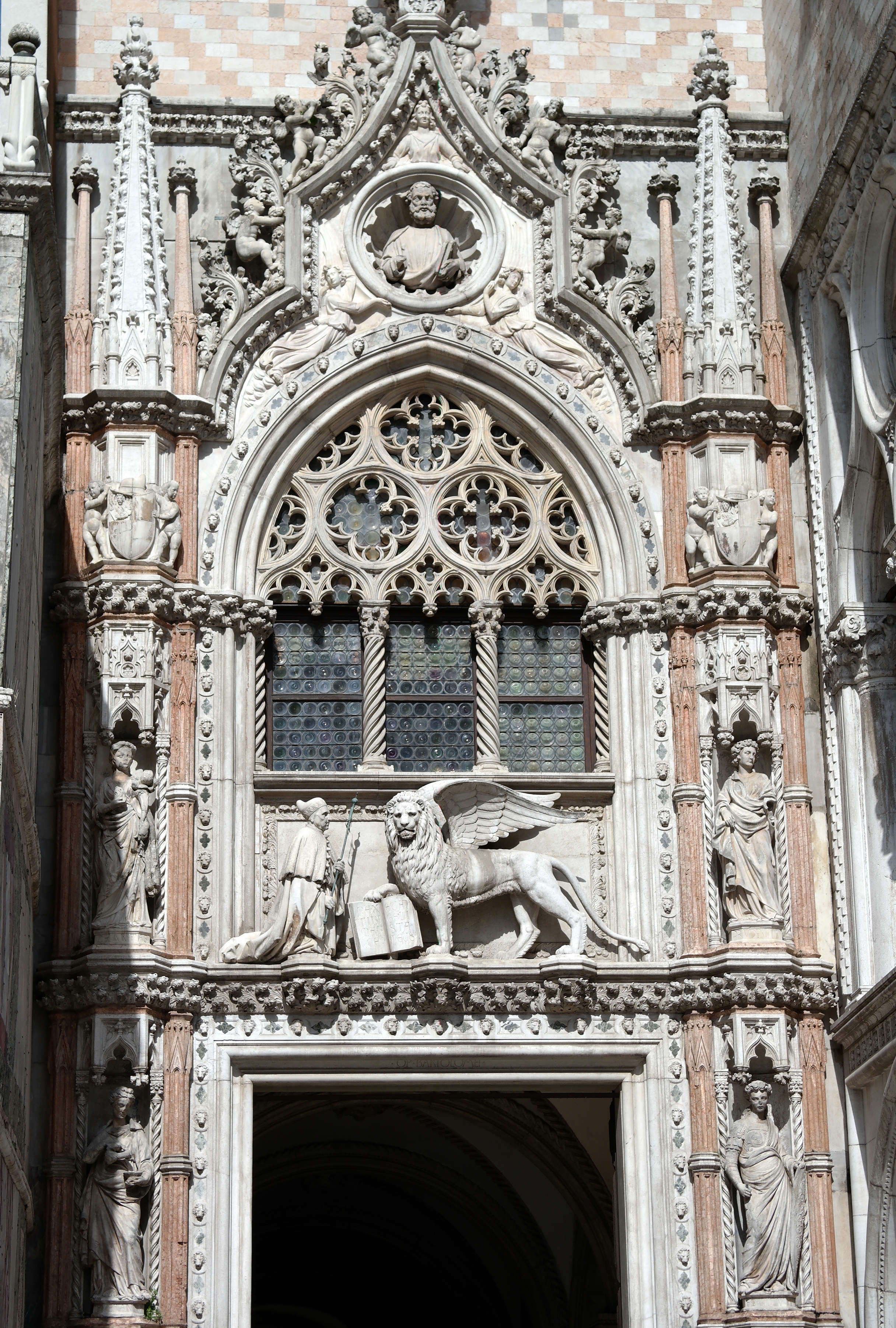
Una trífora sobre la Porta della carta, Palacio Ducal de Venecia.

Una trífora es un tipo de ventana de tres vanos. La trífora suele aparecer en torres y campanarios, en los últimos pisos, donde es necesario aligerar la estructura con aberturas amplias.
La trífora tiene tres vanos divididos por dos pequeñas columnas o pilastras, sobre las que descansan tres arcos, redondos o apuntados. A veces toda la trífora está enmarcada por otro gran arco. El espacio entre los arcos suele estar decorado con un escudo o una abertura circular. Menos popular que la ventana bífora (con parteluz), la trífora fue, sin embargo, muy utilizada en la arquitectura románica, la gótica y la renacentista. Más tarde este tipo de ventana cayó en desuso, volviendo a estar en boga en el siglo XIX, en el periodo del eclecticismo y el redescubrimiento de los estilos antiguos: Neogótico, Neorrenacimiento, etc. En comparación con la ventana con parteluz, la trífora se utilizaba generalmente para aberturas más grandes y ornamentadas.

## Galería

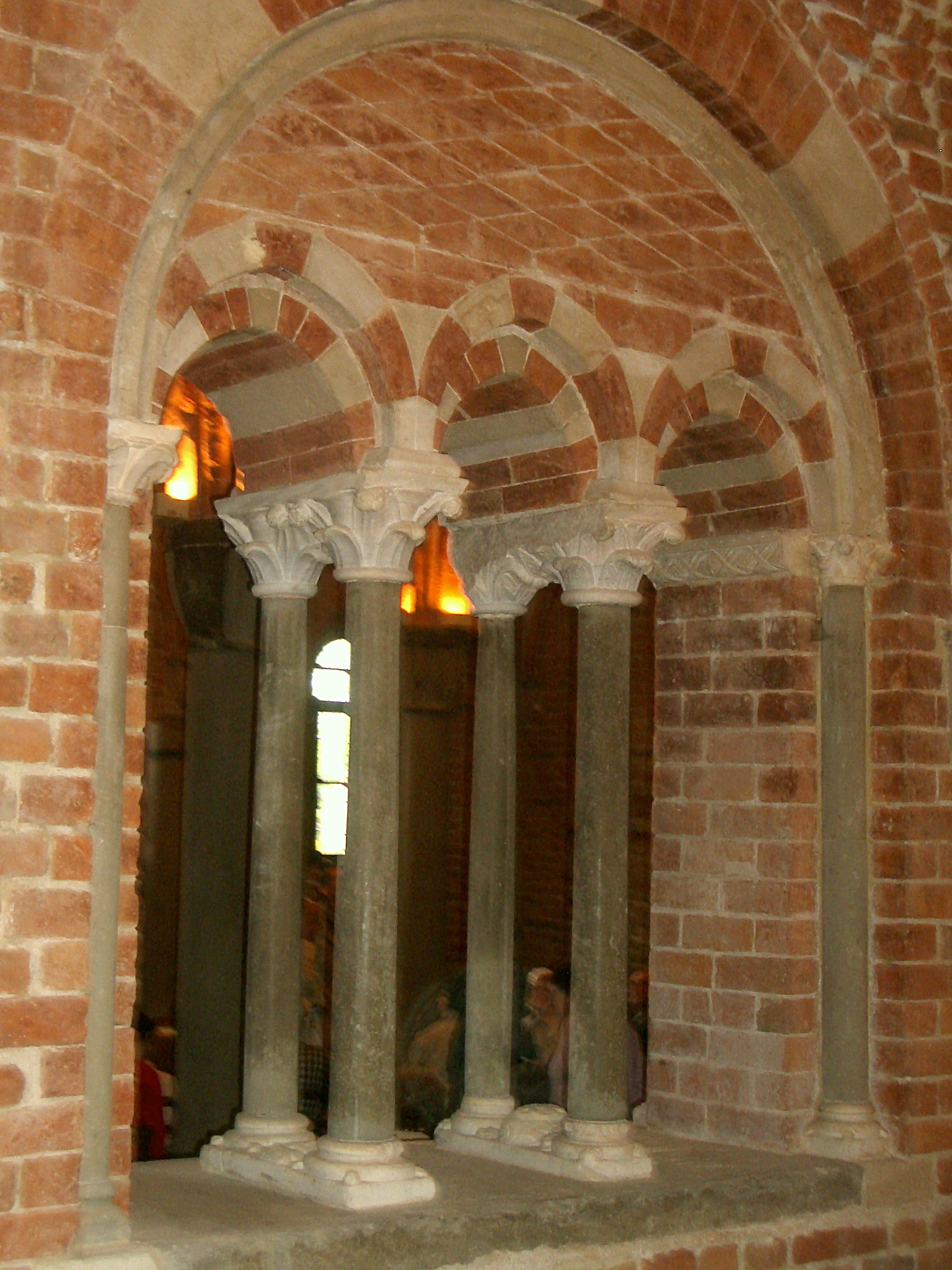
Abadía de Santa Maria di Rivalta, en Tortona
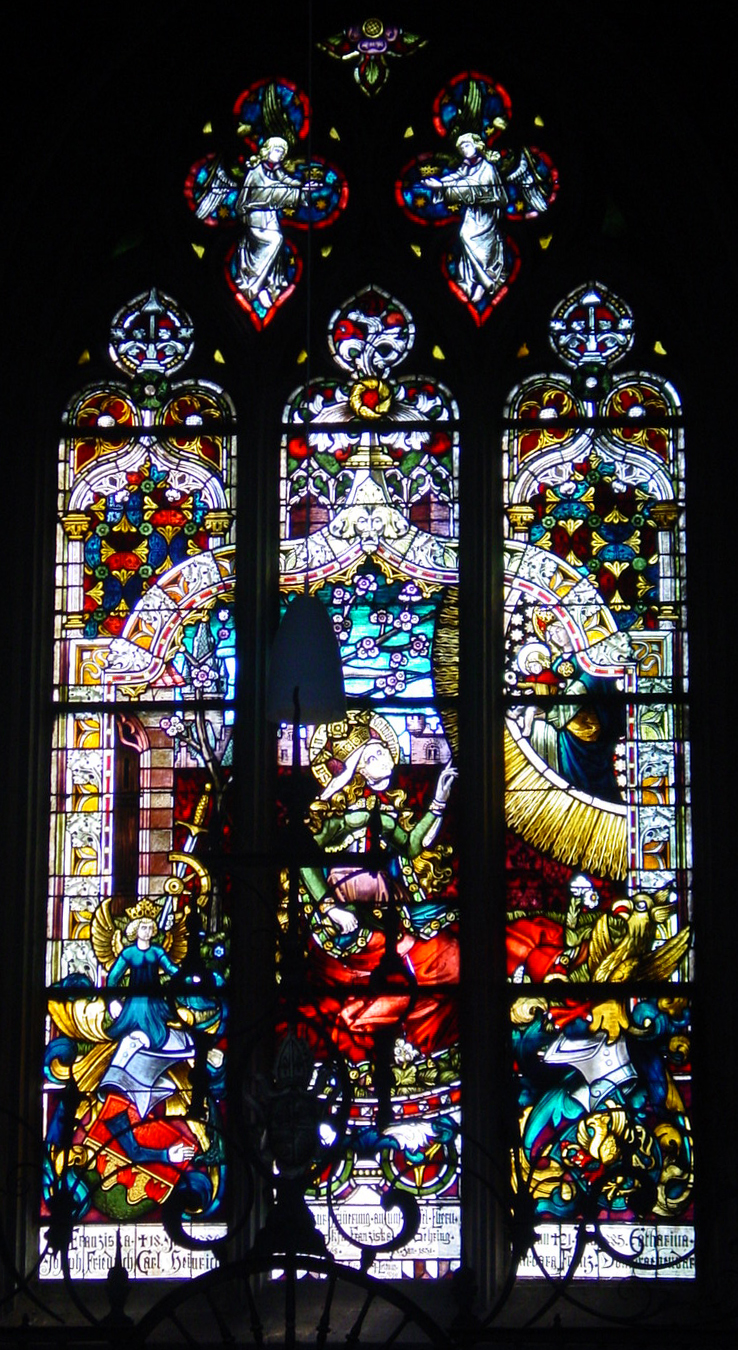
Catedral de Constanza
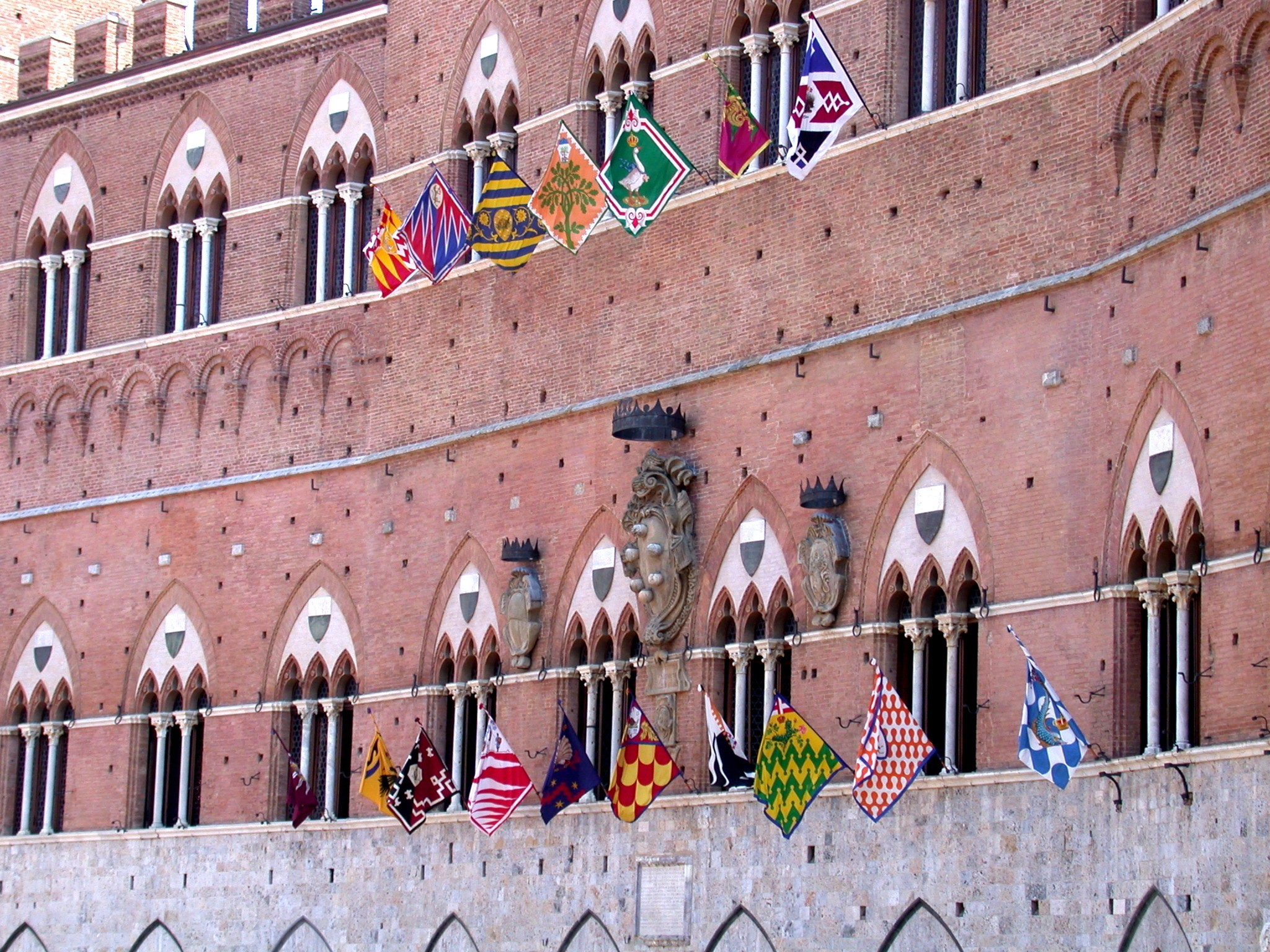
Palazzo Pubblico, en Siena
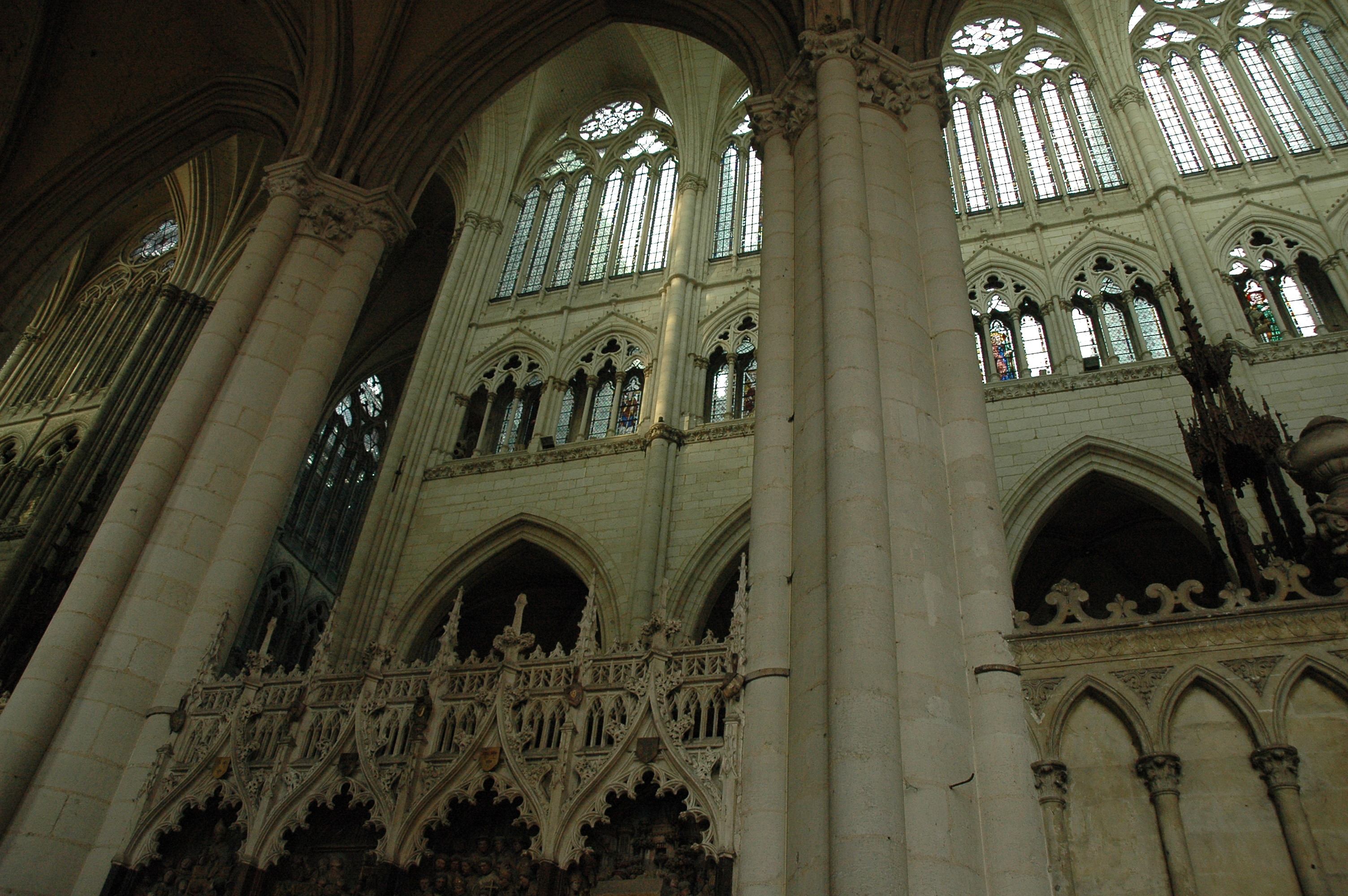
Catedral de Amiens
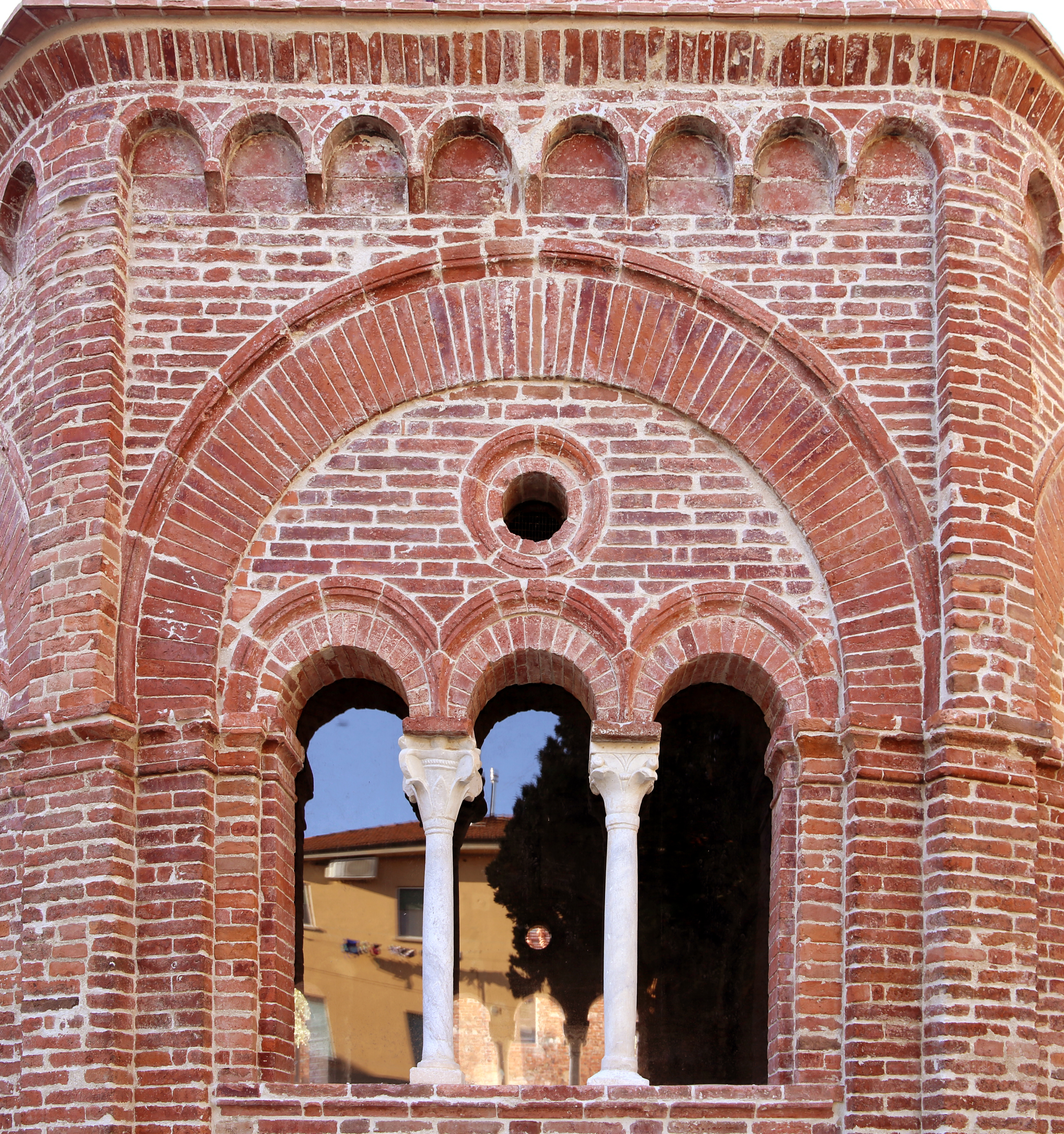
Capilla de Santa Agata, en Pisa